# Piggott (Arkansas)
Piggott ist eine City im Clay County im US-Bundesstaat Arkansas. Das U.S. Census Bureau hat bei der Volkszählung 2020 eine Einwohnerzahl von 3.622 ermittelt. Piggott ist neben Corning einer der beiden Verwaltungssitze des Countys.

## Geographie
Piggott liegt im Osten des Clay County bei 36° 23′ N, 90° 11′ W am Rand von Crowley’s Ridge. Die Stadt ist das nördliche Ende des durch Arkansas verlaufenden Teils des Crowley’s Ridge Parkway, ein National Scenic Byway.
Durch Piggott verläuft der U.S. Highway 62 und verbindet es mit dem 40 km westlich gelegenen Corning sowie der 70 km nordöstlich befindlichen Interstate 55 bei New Madrid. Zudem ist Piggott das nördliche Ende des U.S. Highway 49; dieser führt südwärts über das 50 km entfernte Paragould auf einer Strecke von insgesamt 830 km weiter bis nach Gulfport.
Laut dem United States Census Bureau hat Piggott eine Gesamtfläche von 14 km², davon sind 13,86 km² Land und 0,14 km² (1 %) Wasser.

## Geschichte
Sie wurde 1882 gegründet. Der Name wurde zu Ehren James A. Piggotts gewählt, einem der ersten Siedler und Begründer des örtlichen Postamtes.

## Demografie
Beim United States Census 2010 wurden in Piggott 3849 Einwohner, 1695 Haushalte und 1055 Familien gezählt. Die Bevölkerungsdichte betrug somit 277,7 Einwohner/km². Die Zahl der Wohneinheiten wird mit 1912 angegeben, das entspricht einer Dichte von 136,6/km² bei einer Leerstandsquote von 13,3 %.  Von den Befragten identifizierten sich 99,0 % als weiß, 0,7 % als schwarz, 0,6 % als Native Americans und 0,2 % als asiatisch (siehe Race (United States Census), Mehrfachnennungen möglich). Zudem gaben 1,6 % an, über einen hispanischen Hintergrund zu verfügen.
In 62,2 % der Haushalte lebten Familien, davon 25,4 % mit eigenen Kindern. Bei den Familien handelte es sich zu 45,8 % um verheiratete Paare. Die durchschnittliche Haushaltsgröße betrug 2,2 Personen. In 36,5 % der Haushalte lebten Personen über 65 Jahre.
21,7 % der Bevölkerung waren weniger als 18 Jahre alt, 22,4 % waren älter als 65 Jahre. 47 % der Einwohner waren Frauen, 53 % Männer.
Das mittlere Einkommen pro Haushalt lag 2017 bei geschätzt 31.061 US-Dollar. 16,7 % der Haushalte lebten unterhalb der Armutsgrenze (28,4 % der Familien mit Kindern unter 18 Jahren). Die Arbeitslosenquote wird mit 4,1 % angegeben.

## Öffentliche Wahrnehmung
Die Stadt Piggott ist mit dem US-amerikanischen Autoren und Literaturnobelpreisträger Ernest Hemingway verbunden, dessen zweite Ehefrau Pauline Pfeiffer die Tochter des später dort ansässigen Landbesitzers und Geschäftsmannes Paul Pfeiffer war. Zusammen mit seiner Frau besuchte Hemingway mehrfach deren Eltern in Piggott, wo er Teile seines Romans In einem andern Land und andere Werke verfasste. Im ehemaligen Anwesen der Familie Pfeiffer befindet sich heute das Hemingway-Pfeiffer Museum and Educational Center, das von der Arkansas State University betrieben wird.
Pigott war zudem einer der Drehorte für Andy Griffiths Schauspieldebüt Ein Gesicht in der Menge (Originaltitel: A Face in the Crowd) von 1957. An dem Film wirkten neben Patricia Neal auch einige Einwohner Piggotts als Statisten mit. Weitere Szenen wurden in der benachbarten Stadt Paragould gedreht. Im Film zu sehen sind unter anderem das Football-Feld der Piggott Mohawks, das ehemalige County-Gefängnis des Clay Countys und ein Swimming-Pool auf dem Anwesen von Matilda and Karl Pfeiffer. Piggott wurde als Schauplatz gewählt, nachdem Toby Bruce, ein Freund Ernest Hemingways, den Ort dem Drehbuchautor Budd Schulberg empfohlen hatte.
Des Weiteren fand die Stadt in einer Episode der in Arkansas spielenden Sitcom Daddy schafft uns alle (Originaltitel: Evening Shade, 1990–1994) Erwähnung. Darin feiert das High-School-Football-Team von Trainer Wood Newton (gespielt von Burt Reynolds) ein Unentschieden gegen das Team der Piggott High School, gegen die es zuvor bei fast jeder Begegnung verloren hatte.

## Bildung
Der Schulbezirk von Piggott (Piggott School District) umfasst die Piggott Elementary School (Pre-Kindergarten–Klasse 6) und die Piggott High School (Klassen 7–12). In den letzten Jahren besuchten durchschnittlich etwa 1000 Schüler die Schulen im Bezirk.

## Söhne und Töchter der Stadt
- Frances Greer, Opernsängerin
- Pauline Pfeiffer, zweite Ehefrau von Ernest Hemingway